# Tiền giấy của Đô la Úc
Tiền giấy của Đô la Úc được phát hành lần đầu tiên bởi Ngân hàng Dự trữ Úc vào ngày 14 tháng 2 năm 1966, khi Úc chuyển sang sử dụng tiền tệ thập phân. Tờ $5 đã không được phát hành cho đến tháng 5 năm 1967.

## Series đầu tiên (tiền giấy)
Các mệnh giá $1 (10 shillings), $2 (£1), $10 (£5) đã được dùng để thay thế đồng bảng và có màu sắc giống với những mệnh giá mà chúng thay thế nhưng tờ $5 (£2 và 10 shillings) thì không. Nó chỉ được sản xuất thì mọi người đã quen với tiền tệ thập phân. Những tờ tiền được sản xuất từ năm 1966 đến năm 1973 mang dòng chữ "Commonwealth of Australia" (Thịnh vượng chung Úc). Từ năm 1974, những tờ tiền mới chỉ mang dòng chữ "Australia" (Úc) và dòng chữ phương tiện thanh toán hợp pháp đã được chuyển từ "Legal Tender throughout the Commonwealth of Australia and the territories of the Commonwealth" (Là phương tiện thanh toán chính thức trong Khối Thịnh vượng chung Úc và những lãnh thổ của Khối) thành "This Australian Note is legal tender throughout Australia and its territories" (Tờ tiền Úc này là phương tiện thanh toán hợp pháp tại Úc và các lãnh thổ của nó). Tờ $50 được phát hành vào năm 1973 và tờ $100 được phát hành vào năm 1984 trong một nỗ lực nhằm thúc đẩy lạm phát bằng cách đưa những tờ tiền mệnh giá lớn vào lưu thông. Tờ $1 đã được thay thế bằng tiền xu vào năm 1984, và $2 đã được thay thế bằng tiền xu nhỏ hơn vào năm 1988. Những tờ tiền series đầu tiên được thiết kế bởi Gordon Andrews, người đã bác bỏ những clichés truyền thống của Úc đối với những chủ đề thú vị và quen thuộc như văn hoá thổ dân, phụ nữ, môi trường, kiến trúc và hàng không. Mặc dù không còn được phát hành thêm, tất cả tiền giấy với mọi phiên bản trước của Đô la Úc đều được chấp nhận là phương tiện thanh toán hợp pháp.
| Series đầu tiên | Series đầu tiên | Series đầu tiên | Series đầu tiên | Series đầu tiên                  | Series đầu tiên             | Series đầu tiên          | Series đầu tiên |
| Hình ảnh        | Hình ảnh        | Mệnh giá        | Kích thước      | Màu sắc                          | Miêu tả                     | Miêu tả                  | Năm phát hành   |
| Mặt trước       | Mặt sau         | Mệnh giá        | Kích thước      | Màu sắc                          | Mặt trước                   | Mặt sau                  | Năm phát hành   |
| --------------- | --------------- | --------------- | --------------- | -------------------------------- | --------------------------- | ------------------------ | --------------- |
|                 |                 | $1              | 140 × 70 mm     | Nâu và cam                       | Nữ hoàng Elizabeth II       | David Malangi (tác phẩm) | 1966-1984       |
|                 |                 | $2              | 145 × 72.5 mm   | Xanh lá và vàng                  | John Macarthur              | William Farrer           | 1966-1988       |
|                 |                 | $5              | 150 × 75 mm     | Tím lợt                          | Joseph Banks                | Caroline Chisholm        | 1967-1992       |
|                 |                 | $10             | 155 × 77.5 mm   | Xanh dương và cam                | Francis Greenway            | Henry Lawson             | 1966-1993       |
|                 |                 | $20             | 160 × 80 mm     | Đỏ và vàng (màu cam phía sau)    | Charles Kingsford Smith     | Lawrence Hargrave        | 1966-1994       |
|                 |                 | $50             | 165 × 82.5 mm   | Vàng, xanh dương, nâu và xanh lá | Howard Florey, Baron Florey | Ian Clunies Ross         | 1973-1995       |
|                 |                 | $100            | 172 × 82.5 mm   | Xanh nhạt và xám                 | Douglas Mawson              | John Tebbutt             | 1984-1996       |

## Series thứ hai (tiền polymer)
Năm 1988, Ngân hàng Dự trữ Úc đã phát hành tờ $10 làm từ nhựa. Tờ tiền polymer polypropylene này được sản xuất bởi Note Printing Australia, nhằm kỷ nhiệm 200 năm người Châu Âu định cư ở Úc. Tờ tiền này có một "cửa sổ" trong suốt cùng với thiết bị biến đổi quang học (DOVD) có hình ảnh của Thuyền trưởng James Cook được xem như một tính chống làm giả. Tờ tiền này của Úc là tờ tiền đầu tiên trên thế giới sử dụng các biện pháp chống giả nêu trên. Tất cả tờ tiền của Úc đều chứa microprinting nhằm phục vụ cho mục đích chống làm giả.

Mặt trước tờ $10 (series thứ hai)
Mặt sau tờ $10 (series thứ hai)

## Series thứ ba (tiền polymer)
Việc sản xuất những tờ tiền này ban đầu gặp rất nhiều khó khăn. Tờ $10 (ở trên) gặp vấn đề với tính năng bảo mật 3 chiều bị tách khỏi tờ tiền. Dù sao đi nữa, Ngân hàng Dự trữ đã thấy được tiềm năng trpng việc phát hành tiền giấy bằng nhựa và chuẩn bị phát hành một series tiền hoàn toàn mới làm bằng polymer, bắt đầu bằng tờ $5 vào năm 1992. Tháng 4 năm 1995, thiết kế của tờ $5 đã được thay đổi để phù hợp với các mệnh giá còn lại của series mới. Năm 2001, tờ $5 đặc biệt đã được phát hành nhằm kỷ nhiệm ngày Liên bang hoá đã được phát hành, nhưng đến năm 2002 thì tờ tiền cũ được phát hành trở lại.
Từ năm 2002, thiết kế của tất cả mệnh giá (ngoại trừ tờ $5 in hình Nữ hoàng) đều được thay đổi nhẹ nhằm thêm tên của những người có chân dung trên tờ tiền và thay đổi vị trí của những chữ ký.
Hiện nay, tất cả tờ tiền của Úc đều được làm bằng polymer.
| $5 gốc1 | Nữ hoàng Elizabeth II | Toà nhà Quốc hội, Toà nhà Quốc hội cũ | 130 × 65 × 0.1130 | 0.764 | Tím mờ     | Hoa bạch đàn   | —               | 1992-1993            | 07/07/1992 |
| $5 đổi màu | Nữ hoàng Elizabeth II | Toà nhà Quốc hội, Toà nhà Quốc hội cũ | 130 × 65 × 0.1256 | 0.783 | Tím, hồng  | Hoa bạch đàn   | —               | 1995-2016            | 24/04/1995 |
| $5 Liên bang2 | Henry Parkes          | Catherine Helen Spence                | 130 × 65 × 0.1259 | 0.815 | Tím, hồng  | Cửa sổ hình lá | "5"             | 2001                 | 01/06/2001 |
| $103 | Banjo Paterson        | Dame Mary Gilmore                     | 137 × 65 × 0.1294 | 0.841 | Xanh dương | Cối xay gió    | Đường lượn sóng | 1993-2017            | 01/11/1993 |
| $20 | Mary Reibey           | Reverend John Flynn                   | 144 × 65 × 0.1332 | 0.900 | Đỏ         | La bàn         | "20"            | Đang trong lưu thông | 31/10/1994 |
| $50 | David Unaipon         | Edith Cowan                           | 151 × 65 × 0.1400 | 0.955 | Vàng       | Nam Thập Tự    | "50"            | Đang trong lưu thông | 04/10/1995 |
| $100 | Dame Nellie Melba     | John Monash                           | 158 × 65 × 0.1408 | 1.006 | Xanh lá    | Chim lia       | "100"           | Đang trong lưu thông | 15/05/1996 |
| Thông tin thêm 1. Nhiều người đã gặp khó khăn trong việc phân biệt tờ $5 với tờ $10 trong môi trường ánh sáng yếu. 2. Nhằm kỷ nhiệm ngày thành lập Liên bang. Trên tờ tiền này cũng có ghi bài phát biểu của Henry Parkes trước Quốc hội về yêu cầu thành lập Liên bang, được in dưới dạng microprinting trên mặt có hình của ông. 3. Tờ tiền này chứa một phần trích đoạn từ quyển tiểu thuyết nổi tiếng nhất của Banjo Paterson, The Man from Snowy River cùng với dòng chữ "TEN DOLLARS" ở mặt trước, cùng với một phần trích đoạn từ quyển tiểu thuyết No Foe Shall Gather Our Harvest của Mary Gilmore ở mặt sau. 4. Độ dày và khối lượng của tờ tiền có sai số +/-5% trên 1000 tờ. 5. Dập nổi bên trong cửa sổ sáng bóng, trong suốt. |                       |                                       |                   |       |            |                |                 |                      |            |

## Series thứ tư (tiền polymer)
Ngày 13 tháng 2 năm 2015, Ngân hàng Dự trữ Úc đã thông báo rằng series tiếp theo của Đô la Úc nên có dấu hiệu nhận biết cho người khiếm thị nhằm giúp những người có thị lực kém trong cộng đồng có thể nhận biết được mệnh giá của tờ tiền sau một chiến dịch thành công được dẫn dắt bởi Connor McLeod, một người bị mù chỉ mới 15 tuổi nhằm đòi hỏi tính năng mới được thêm vào tờ tiền. Tờ $5 sẽ có phần ký hiệu nổi và được phát hành vào ngày 1 tháng 9 năm 2016 nhằm kỷ nhiệm Ngày Wattle, một ngày lễ chính thức của Úc. Philip Lowe, thống đốc của Ngân hàng Dự trữ, đã thông báo rằng bốn mệnh giá còn lại sẽ được ra mắt riêng, đầu tiên là tờ $10 vào tháng 9 năm 2017, nối tiếp là tờ $50 vào tháng 10 năm 2018. Tờ $20 và $100 được dự đoán sẽ không được ra mắt trước năm 2018.
| $5 Thế hệ mới 2 | Nữ hoàng Elizabeth II | Toà nhà Quốc hội  | 130 × 65 | Tím, hồng  | Dọc từ trên xuống3 | Ngôi sao Liên bang | Đang trong lưu thông | 01/09/2016 |
| $10 Thế hệ mới 2 | Banjo Paterson        | Dame Mary Gilmore | 137 × 65 | Xanh dương | Dọc từ trên xuống  | Ngòi bút           | Đang trong lưu thông | 20/09/2017 |
| $ 20 thế hệ mới 2 | Mary Reibey           | John Flynn        | 144 × 65 | Đỏ         | Dọc từ trên xuống  | Compa              | Đang trong lưu thông | 09/10/2019 |
| $ 50 thế hệ mới 2 | David Unaipon         | Edith Cowan       | 151 × 65 | Vàng       | Dọc từ trên xuống  | Quyển sách         | Đang trong lưu thông | 18/10/2018 |
| $ 100 thế hệ mới 2 | Dame Nellie Melba     | Sir John Monash   | 158 × 65 | Xanh lá    | Dọc từ trên xuống  | Quạt               | Đang trong lưu thông | 29/10/2020 |
| Thông tin thêm 1. Kích thước của tờ tiền có sai số +/-5% trên 1000 tờ. 2. Có những đặc điểm chống giả thế hệ mới từ Ngân hàng Dự trữ Úc. 3. Một của sổ polymer chạy dọc từ trên xuống tờ tiền đều trong suốt. 4. Chạm nổi nằm bên trong cửa sổ nhỏ. |                       |                   |          |            |                    |                    |                      |            |